# Žabčice
Žabčice är en ort i Tjeckien.   Den ligger i regionen Södra Mähren, i den sydöstra delen av landet, 200 km sydost om huvudstaden Prag. Žabčice ligger 181 meter över havet och antalet invånare är 1 492.
Terrängen runt Žabčice är huvudsakligen platt, men åt nordost är den kuperad. Runt Žabčice är det ganska tätbefolkat, med 72 invånare per kvadratkilometer. Närmaste större samhälle är Hustopeče, 12,6 km sydost om Žabčice. Trakten runt Žabčice består till största delen av jordbruksmark.